# 223 aC
El 223 aC va ser un any del calendari romà prejulià. Durant la República i l'Imperi Romà, era conegut com a any del consolat de Flamini i Fil (o també any 531 ab urbe condita). L'ús del nom «223 aC» per referir-se a aquest any es remunta a l'alta edat mitjana, quan el sistema Anno Domini va ser el mètode de numeració dels anys més comú a Europa.

## Esdeveniments

### Imperi Selèucida
- Seleuc III Ceraune assumeix personalment el comandament de l'exèrcit que marxa a Àsia Menor contra Àtal de Pèrgam, però durant la campanya mor assassinat per un dels seus oficials.[2]

### Antiga Grècia
- Cleòmenes III, rei d'Esparta, ocupa la ciutat de Trezè a l'Argòlida. Més tard ocupa també Argos i Corint.[3]
- Megistó, un notable espartà, quan Cleòmenes conquereix Argos, recomana no prendre cap mesura contra els ciutadans sospitosos d'afavorir la Lliga Aquea, excepte l'exigència de 20 ostatges. I quan Cleòmenes ocupa Corint, és enviat a Àrat que era a Sició, amb una oferta de pau que Àrat accepta.[4]

### Antiga Roma
- Aquest any són elegits cònsols Gai Flamini i Publi Furi Fil.[5]
- Els dos cònsols fan una campanya contra els gals al nord d'Itàlia. El partit aristocràtic romà, maniobra per privar a Gai Flamini del seu càrrec i fa declarar nul·la la seva elecció per un defecte en els auspicis. Per carta se li ordena que retorni a Roma, però ja estaven fets els preparatius per una gran batalla contra els ínsubres i Flamini no obre el missatge fins al final de la batalla. Victoriós torna a Roma on tot i l'hostilitat del Senat, que li va demanar explicacions per la seva desobediència, és aclamat pel poble i celebra un triomf. Quan acaba la celebració renuncia al càrrec.[6]

## Necrològiques
- Seleuc III Ceraune, rei selèucida, que mor en la batalla, assassinat per un dels seus oficials, Nicànor, juntament amb un gal de nom Apaturius. Tindria poc més de vint anys. El succeeix el seu germà Antíoc III.[7]